# Hrvatska stranka prava - dr. Ante Starčević
De Hrvatska stranka prava - dr. Ante Starčević (Kroatische Partij van de Rechten van dr. Ante Starčević) is een rechtse politieke partij in Kroatië.
De partij werd gesticht in 2009 door Ruža Tomašić en anderen als een splinterpartij van de Kroatische Partij van Rechten. Ze werd genoemd naar Ante Starčević, een Kroatisch politicus en schrijver, die door velen wordt beschouwd als de vader des vaderlands van Kroatië (1823-1896). In 2011 hadden ze een ledenaantal van 20000. Ze hadden geringe electorale successen in de lokale verkiezingen, zoals het winnen van drie zetels in de stadsraad van Vukovar in 2011.
In de aanloop naar de parlementsverkiezingen van 2011 sloot de Kroatische Partij van de Rechten van dr. Ante Starčević een coalitieakkoord met de extreemrechtse Kroatische Pure Partij van Rechten. In de Kroatische parlementsverkiezingen van 2011 won hun coalitie één zetel.
Op het einde van 2012 sloot de partij een permanent coalitieakkoord met de centrumrechtse Kroatische Democratische Unie. Deze coalitie won de Kroatische Europese Parlementsverkiezingen in 2013 en partijvoorzitter Ruža Tomašić kreeg de meeste voorkeurstemmen op de winnende lijst. De partij sloot zich aan bij de Europese Conservatieven en Hervormers.